# Colinas de Suba
Las Colinas de Suba o Cerro Suba, son un grupo de grandes colinas que separan a la sabana de Bogotá de la localidad de Suba. Esta colinas son, junto con los cerros Orientales, las mayores prominencias montañosas en la ciudad. Albergan numerosos condominios, residencias, mansiones, colegios y clubes, junto a una parte importante de la Comunidad Muisca de Suba. Los cerros son también un gran punto de referencia para los ciudadanos que habitan en el norte de la ciudad.

## Historia
Las colinas de Suba eran habitadas originalmente por la cultura Muisca siglos antes de la llegada de los conquistadores españoles. A su llegada, la cultura Muisca sufrió transformaciones culturales y territoriales como resultado de la dominación española. Los conquistadores decidieron retomar las antiguas poblaciones construidas por indígenas, y fundar nuevos pueblos sobre ellas, entre ellas la población de Suba, que en esa época distaba 16 kilómetros de la fundación de Bogotá.
Tras el transcurso del Periodo Colonial en la sabana, el municipio de Suba fue instaurado como resguardo indígena. Estos resguardos se constituyeron con apenas una parte de los territorios originales de los pueblos indígenas, generalmente fuera de las tierras planas de calidad agrícola, las cuales fueron reservadas para las haciendas de los colonizadores producto del uso de la encomienda, la cual entregaba de manera arbitraria los terrenos de los indígenas a españoles que se iban residenciando en el territorio, lo cual desarrolló grandes haciendas fundadas por la fuerza de trabajo indígena, perjudicando las tierras de baja producción o poco interés agrícola y por supuesto, a los indígenas de Suba.
A partir de la ley de 1821 “Sobre la abolición del tributo, y repartimiento de los resguardos de indígenas”, el Resguardo se convirtió en Municipio hasta 1954, cuando las tierras del municipio de Suba fueron anexadas como parte del distrito especial de Bogotá.[cita requerida] Las colinas y altos de Suba pasaron en ese momento a ser una frontera entre Bogotá y Suba. 
Las autoridades distritales en la década de los 70 decidieron comprar la mayoría de las haciendas de la zona, para hacer proyectos de vivienda para hacer frente a la expansión de Bogotá hacia el norte, configurando de esta manera un territorio para fundar barrios ricos para las familias adineradas de la ciudad; quienes se desplazaron desde el tradicional Centro de Bogotá y Teusaquillo hacia Chapinero, Usaquén altos y colinas de Suba, generandod urante ese auge urbanístico barrios en el norte de Bogotá, convirtiéndoe en una zona con altísima demanda inmobiliaria.[cita requerida]
A principios de la década de los 80, el auge de la construcción en Usaquén y en general en los cerros orientales, causó la subida de los precios de vivienda, generando un desplazamiento hacia las colinas de Suba de gente pudiente que buscaba más tranquilidad y naturaleza de la que estaba disponible en los conjuntos de apartamentos de los cerros orientales.[cita requerida]
Inicialmente, en las colinas de Suba se construyeron mansiones para grandes familias con amplios terrenos naturales y la construcción de exclusivos clubes sociales con campos de golf como el Club Los Lagartos y el Club Choquenza, generó un incremento en la demanda de construcción en las colinas y altos de Suba. Esto desencadenó un auge de construcción de torres de apartamentos y condominios como los edificios de Altillos y de Serranías de Suba que marcan el límite de las Colinas con Altos de Provenza y Altos de Chozica. Aún hoy está en auge la construcción de grandes edificios y casas en estas exclusivas colinas. 
Durante este proceso reciente los indígenas Muiscas de Suba, tuvieron que enfrentarse a los despojos de tierras y a diferentes estratagemas de empresas constructoras y terratenientes que lograron apropiarse de los territorios Muiscas originales. Desde el año 1991 existe un Cabildo Indígena Muisca de Suba, que se compone de los indígenas originales de Suba, que sobrevivieron durante todo el proceso de despojo territorial y aun vive dentro de la localidad, quienes se identifican por su tradición oral, apellidos y ascendencia amerindia.

## Geografía
Las Colinas de Suba abarcan una superficie de 9,9 km², miden de sur a norte 5,97 km y 2 km de oeste a este. Al sur están limitadas por el club Los Lagartos, al oeste por la carrera 91 Altos de Chozica, al este por la Av. Boyacá y al norte por la Calle 170 , en el centro están divididas en dos, por donde corre la Av. Suba. El Cerro La Conejera ubicado al norte, es una extensión de las mismas. El código postal correspondiente es 111121 de la localidad de Suba Bogotá D.C.

## Vivienda
Los principales tipos de vivienda son mansiones de estilo europeo y postmoderno. En la zona destaca la presencia de diferentes estilos arquitectónicos propios de las clases adineradas de Colombia. Los apartamentos de la zona son en su mayoría de entre 60, 70, 90 y 170 a 420 metros cuadrados, en los conjuntos y edificios más exclusivos con espectaculares vistas del panorama Bogotano.[cita requerida] El metro cuadrado en colinas de Suba ronda los 4.000 dólares. 

## Transporte

### Vías de Acceso
Las Principales vías de acceso a las colinas de Suba son la Avenida Suba y la Avenida Boyacá, dos importantes ademas de la Avenida carrera 91 y la Avenida el Rincon, vías que comunican a la zona con el norte, sur y oriente de la ciudad, existen también 4 estaciones de transmilenio, Suba Avenida Boyacá (estación), Gratamira (estación), 21 Ángeles (estación) y Suba Transversal 91 (estación) esta última limita con la Av. carrera 91, que es la vía donde terminan las colinas y altos de Suba.

### Tráfico
El tráfico de las vías de acceso a las colinas de Suba es bastante fluido, excepto en las horas pico cuando el tráfico que va desde Suba al trabajo en las mañanas o del trabajo a suba en las tardes, se represa y causa grandes congestiones sobre todo en los puentes que conectan la Avenida Boyacá y la Avenida Suba, donde en horas punta el embotellamiento es total. La estación de Transmilenio con más tráfico de la zona es la Suba Avenida Boyacá (estación) que conecta la troncal de TransMilenio de la Avenida Suba con los numerosos buses que recorren la Avenida Boyacá en todo su trayecto; los fines de semana el tráfico suele aumentar en la Avenida Boyacá porque los bogotanos suelen salir de la ciudad a las poblaciones vecinas a recrearse y descansar del bullicio de la ciudad.

## Educación
En la zona hay numerosos jardines infantiles y guarderías, se destaca entre estos el jardín infantil las Abejitas que por más de 20 años a servido a la localidad de Suba, entre colegios se destacan el Colegio San Patricio ubicado en Altos de Provenza, el Montessori British School, liceo Boston, Colegio divino Salvador, Alvernia y el colegio Agustiniano este en el parque central de suba.

## Peligros naturales
Las colinas de Suba, por su geografía están sujetas a deslizamientos de tierra que aunque no son frecuentes, se dan principalmente en los meses de invierno en Bogotá y que bloquean las vías menores de los barrios que se ubican en las Colinas de Suba y altos de Chozica, ocurren cuando el suelo se satura de agua y este termina cediendo con lo que sostiene, sea un árbol o una edificación, pero actualmente esto se ha subsanado con muros de contrucción e infraestructura vial.
El otro gran peligro son los Incendios forestales que se presentan en los meses de verano y con mayor viento, que son por ejemplo Agosto o Septiembre, este tipo de incendios no solo afecta a las Colinas de Suba si no también a todas las formaciones montañosas que rodean Bogotá, generalmente los incendios son provocados por una sobreexposición solar de los pastizales y matorrales en las partes más altas de las colinas, lo que con la ayuda de plásticos, botellas y del ingenio criminal humano desencadena en decenas de hectáreas de reserva forestal y de viviendas reducidas a cenizas; afortunadamente los Bomberos están muy bien entrenados para lidiar con este tipo de situaciones ya que cuentan con lo último en Helicópteros que cuentan con bolsas de agua que recogen las aguas del lago del Club Los Lagartos para extinguir los incendios, cuando estos incendios ocurren el cielo del norte y occidente de Bogotá se torna de un color anaranjado rojizo a causa de la gran altura de que el fuego puede alcanzar.

## Accidente de bus escolar:21 ángeles
A las 15:15 del 28 de abril de 2004, la ruta 12 del Colegio Agustiniano Norte transitaba en el sentido sur-norte de la Avenida Suba, con destino al corazón de la localidad de Suba en las Colinas de Suba. En el sentido contrario transitaba una máquina recicladora de asfalto. El conductor perdió el control del aparato de 40 toneladas cayendo en la curva de Vidrio Murán justo sobre el bus escolar.5 3
De inmediato los testigos procedentes del Colegio San Juan de Ávila y Vidrios Murán acudieron a ayudar a las víctimas atrapadas (en su mayoría niños), pero los esfuerzos humanos fueron inútiles para evitar la tragedia.
Los angustiados padres de familia acudieron a diversos hospitales en búsqueda de sus hijos, y sobre las 17:00 llegaron a la sede del colegio (Avenida Suba con Calle 116) para conocer la suerte de estos. Ya conociendo el fallecimiento de 21 estudiantes, sobre las 19:00 Yesid Romero, directivo de la Asociación de Padres de Familia, declaró que el colegio suspendía las clases por tres días en señal de duelo, en honor a esta tragedia se levantó un monumento en el lugar y a 100 metros se le otorgó el nombre de "21 Ángeles" a una estación de transmilenio.